# Lea T
Lea T (Belo Horizonte, 1981. március 22. –) Olaszországban felnőtt transznemű brazil modell. Édesapja a klasszis labdarúgó Toninho Cerezo. Férfiként született, 2012. márciusában Thaiföldön végeztette el a nemváltó műtétet.

## Karrier
Lea T a Givenchy dizájnere, Riccardo Tisci által lett felfedezve, majd neki köszönhetően lett a luxusmárka arca. 2011 januárjában mutatkozott meg először a São Paulo Fashion Week kifutópályáján. Az említett luxusmárkán kívül részt vett a Benetton és Philipp Plein kampányaiban is.
Több híres magazinban is szerepelt, ilyen volt a Vogue Paris, Numero, Interview, Glamour, illetve többször jelent meg a Love címlapján is, az egyik esetben Kate Moss-szal mutatkozott meg.
2013-ban feltűnt a Magyarországon is jól ismert Dancing with the Stars TV műsor olasz verziójában (Ballando con le Stelle).
2015 februárjában a Forbes megválasztotta azon 12 nő közé, akik megváltoztatták, befolyásolták az olasz divatot. Növekvő népszerűsége miatt 2014-től a Redken kozmetikai vállalat arca, így Lea T lett az első olyan transzgender modell, aki egy kozmetikai világmárka hírnevét képviselte.
Lea T az első transznemű ember, akinek sikerült megnyitnia az Olimpiai játékok ceremóniáját. A 2016-os Rioi Olimpián a 465 tagú brazil csapatot vezette.

## Magánélet
Lea T 2011-ben említette, hogy nemváltoztató műtéten szeretne átesni, amire 2012 márciusára sor is került Thaiföldön. Bevallása szerint negatív élményei voltak a műtéttel kapcsolatban, de két héttel később már elégedett volt az eredménnyel.
Saját bevallása szerint biszexuális.